# Поп-ъп реклама
Изскачащите реклами (от англ. pop-up advertisements, pop-up ads) и изскачащи прозорци са форма на онлайн реклама в World Wide Web, предназначени за привличане на трафик в мрежата, събиране на имейл адреси, инсталиране на зловреден софтуер или нежелани приставки за браузъра. Изскачащият прозорец, съдържащ реклама обикновено се генерира от JavaScript, но може да се генерира и с други средства.
Opera е първият голям браузър, който включа средства за блокиране на изскачащи реклами, а Mozilla браузър подобрява блокирането на изскачащи прозорци, създадени след зареждане на страницата. В началото на 2000 г., всички основни браузъри, освен Internet Explorer, позволяват на потребителя да блокира нежеланите изскачащи прозорци напълно. През 2004 г. Майкрософт пусна Windows XP SP2, който добавя блокиране на изскачащи прозорци и за Internet Explorer.
Повечето съвременни браузъри притежават инструменти за блокиране на изскачащи прозорци. От друга страна много сайтове не се зареждат правилно при пълно блокиране на изскачащите прозорци, за това се ползва блокирането им само от трети страни или филтриране на рекламата.

## Изскачащи прозорци
- Някои видове свалено съдържание като снимки, безплатна музика и други, може да предизвика изскачащи прозорци, особено при порнографските сайтове. Също така изскачащите прозорци понякога изглеждат като обикновени страници, а името на сайта се появява в лентата за търсене. Много уебсайтове използват изскачащи прозорци за показване на информация без да се нарушава страницата, отворена в момента. Например ако ви се налага да попълните формата на уеб страница и са ви необходими допълнителни насоки, поп-ъпът ще ви даде допълнителна информация, без да причиняват загуба на информация, която вече е вписана във формуляра. Въпреки това понякога страницата може да се презареди, което води до загуба на информацията, въведена от вас.

- Някои уеб-базирани инсталатори, например като този, използван от McAfee, ползва изскачащ прозорец за инсталиране на софтуер.

- Кликването (дори случайно) на един поп-ъп може да доведе до отваряне на други изскачащи реклами.

### Поп-ъндер реклами
Поп-ъндър (pop-under) рекламите са подобни на изскачащи реклами, но рекламата се появява зад основния прозорец на браузъра, а не пред него. След като изскачащите реклами станаха широко разпространени, много потребители се научиха да ги затварят веднага, без да ги преглеждат. Поп-ъндър рекламите не възпрепятстват възможността на потребителя да види съдържанието на сайта, и по този начин обикновено остават незабелязани, докато основния прозорец на браузъра е отворен. Въпреки че при Поп-ъндър рекламата съществуват досадни методи, тя продължава да се ползва от големите издателства като CNN.com и The Wall Street Journal.
Потребителите на интернет сайтове и уеб приложения вече имат опит с нежелани изскачащи реклами в хода на обичайното им взаимодействие с уеб браузъри. Тъй като типичната реакция е просто да ги затворят, някои автори на изскачащи реклами създават на екрана бутони, които изглеждат подобно на Close или Cancel. Когато потребителят избере една от тези фалшиви опции, бутонът извършва неочаквани или неразрешени действия (като отваряне на нов прозорец). Технологията за уеб разработки и дизайн позволява да се извършват различни фалшификации.